# Lagan Valley
Lagan Valley (irlandais : Gleann an Lagáin, Ulster Scots: Glen Lagan) est une area d'Irlande du Nord situé entre Belfast et Lisburn. La rivière Lagan prend sa source sur Slieve Croob dans le comté de Down et coule généralement vers le nord pour se jeter dans Belfast Lough. Pour une section, la rivière fait partie de la frontière entre les comtés d'Antrim et de Down.
Le chemin de halage qui longe la rivière entre Lisburn et Belfast est populaire auprès des marcheurs, des coureurs, des cyclistes, des propriétaires de chiens, etc. C'est une région très pittoresque et paisible, idéale pour la marche, le vélo, etc. En tant que piste cyclable, le chemin de halage fait partie du National Cycle Route 9. Il y a un certain nombre de sentiers de vélo de montagne « hors route » le long du parcours.
La vallée de Lagan est une Area of Outstanding Natural Beauty (AONB). L'AONB a été créée en 1965 et la plus grande partie se situe dans la région du Grand Belfast.